# NGC 7554
NGC 7554 este o galaxie situată în constelația Peștii. A fost descoperită în 3 august 1864 de către Albert Marth.